# Nikolaj Koltsov

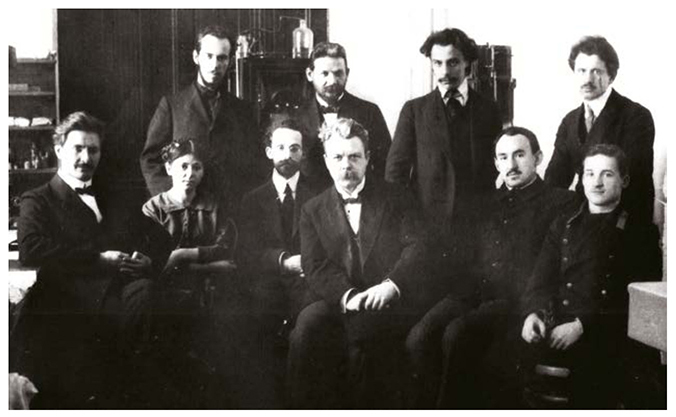
Nikolaj Koltsov te midden van zijn studenten, 1913.

Nikolaj Konstantinovitsj Koltsov (Russisch: Николай Константинович Кольцов) (Moskou, 14 juli 1872 - Leningrad, 2 december 1940) was een Russisch bioloog en een pionier op het gebied van moderne genetica. Hij onderzocht de fijne structuur van genen, de structuur van de cel en hij pionierde in onderzoek naar het cytoskelet. Zijn carrière in het stalinistische Rusland ruw afgebroken door de toenmalige verstrengeling van de marxistische ideologie met interpretaties dat genetica een wetenschap was die racisme, fascisme en eugenetica ondersteunde. Hij stierf onverwachts na vervolging door de overheid, aangenomen wordt dat hij werd vergiftigd.

## Zijn leven
Koltsov werd geboren in een welgestelde familie. In 1894 studeerde hij af aan de Universiteit van Moskou, waar hij vervolgens van 1985 tot 1911 hoogleraar was. Half 1917, kort voor de Oktoberrevolutie, richtte hij daar het Instituut voor Experimentele Biologie op, waar hij leiding aan gaf. Dit instituut werd een kenniscentrum op het gebied van genetica en celbiologie.
Nikolaj Koltsov was een fel tegenstander van het tsaristische regime. Maar toen na de revolutie van 1917 er weinig terecht kwam van zijn democratische idealen, sloot hij zich aan bij een groep van intellectuelen die kritiek uitoefenden op het nieuwe politieke klimaat in het land. Deze groep werd gearresteerd en Koltsov werd ter dood veroordeeld. Zijn goede vriend, de proletarische schrijver Maksim Gorki (toegewijd socialist en een goede vriend van Lenin), deed een persoonlijk beroep op Lenin waarop Koltsov werd vrijgelaten en zijn functie bij het Instituut voor Experimentele Biologie terugkreeg.
Vanaf 1936 veranderde het tot dan toe vruchtbare wetenschappelijke klimaat voor genetici in de Sovjet-Unie drastisch, doordat de denkbeelden van Trofim Lysenko beter pasten in de ideologie van Jozef Stalin dan die van de Mendeliaanse genetici. Lysenko betoogde dat erfelijke eigenschappen van individuele organismen konden worden beïnvloed door veranderingen van de omgeving en dat die eigenschappen daarbij veel sneller kunnen veranderen dan door genetische selectie mogelijk is. Stalin, die geloofde in overerving van verworven eigenschappen, liet zich politiek sterk beïnvloeden door Lysenko en hij verbood de uitoefening van genetica die uitging van overerving gebaseerd op genen en chromosomen. Wetenschappers die zich daarmee bezighielden werden ontslagen, vervolgd en soms ook ter dood veroordeeld.
Nikolaj Koltsov en zijn collega Nikolaj Vavilov werden in 1937 en 1939 in een reeks propaganda-artikelen ervan beschuldigd zich met fascistische theorieën bezig te houden. "die de raciale theorieën van fascisten ondersteunen". In 1940 overleed Koltsov in een hotel in Leningrad, waar hij een congres bijwoonde. Destijds werd vermoed dat hij overleed aan de gevolgen van een hartaanval. In 1999 echter schreef biochemicus Ilya Zbarsky, voormalig directeur van het Mausoleum van Lenin en de zoon van de man die de Sovjetleider gebalsemd had, in zijn memoires: "In 1940 stierf hij [Koltsov] plotseling - aangenomen wordt dat hij een hartaanval had. Maar ik herinner me nog goed dat ze zeiden dat hij met ham was vergiftigd. Het is zeer aannemelijk dat zijn dood niet toevallig was." Op de dag van Koltsovs dood pleegde zijn vrouw, de wetenschapper Maria Sadovnikova Koltsova, zelfmoord.

## Zijn werk
Nikolaj Koltsov werkte aan cytologie en de anatomie van gewervelde dieren. Hij wordt beschouwd als de eerste die een chromosoom opvatte als een gigantische molecuul.
In 1903 veronderstelde hij dat de vorm van cellen werd bepaald door een netwerk van tubuli die het geraamte van de cel vormen, later werd dat het cytoskelet genoemd. Hij nam aan dat de gel-sol-overgangen in het cytoplasma sleutelmechanismen waren voor de celstructuur.
In 1927 veronderstelde Koltsov dat erfelijke eigenschappen werden geërfd via een "gigantisch erfelijkheidsmolecuul" dat zou bestaan uit "twee spiegelstrengen die zich op een semi-conservatieve manier repliceren door elke streng als een template te gebruiken". Koltsov gebruikte de uitdrukking omnis molecula ex molecula (elk molecuul komt van een ander molecuul).
Zijn ideeën werden in 1953 bevestigd toen James Watson en Francis Crick de structuur van DNA beschreven. Watson en Crick hadden echter nog nooit van Koltsov gehoord. De Amerikaanse geneticus Richard Goldschmidt schreef over hem: "Er was de briljante Nikolaj Koltsov, waarschijnlijk de beste Russische zoöloog van de laatste generatie, een benijdenswaardige, ongelooflijk gecultiveerde, helder denkende geleerde, bewonderd door iedereen die hem kende".
- Bibliothèque nationale de France: cb131647524 (data)
- Gemeinsame Normdatei: 126508518
- International Standard Name Identifier: 0000 0001 0653 6760
- Library of Congress Control Number: n85826156
- Nationale Bibliotheek van Tsjechië: js2013741901
- Nederlandse Thesaurus van Auteursnamen: 188890890
- Système universitaire de documentation: 086008455
- Trove: 1090566
- Virtual International Authority File: 32135256
- WorldCat: E39PBJr7RR8FcryGhMkcTMwKVC